# Hynek Podiebradowicz
Hynek Podiebradowicz, cz. Jindřich mladší Hynek z Poděbrad lub z Minstrberka, niem. Heinrich der Jüngere von Münsterberg (ur. 17 maja w 1452 w Pradze, zm. 11 lipca 1492 w Podiebradach) – książę ziębicki i hrabia kłodzki w latach 1465-1472, pan na Podiebradach i Kostomlatach.

## Życiorys
Hynek był pierwszym dzieckiem Jerzego z Podiebradów z jego drugiego małżeństwa z Joanną z Rožmitalu. Hynek to czeskie zdrobnienie imienia Henryk. Zwany jest on także Henrykiem II Młodszym, w odróżnieniu od przyrodniego brata Henryka I Starszego. 25 kwietnia 1459 w Pradze został zaręczony z Katarzyną, młodszą córką landgrafa Turyngii Wilhelma II Mężnego i jego pierwszej żony Anny, najstarszej siostry Władysława Pogrobowca. Katarzyna miała wówczas 6 lat. Wniosła ona Podiebradom dziedziczne prawa do tronu czeskiego i węgierskiego, nawet bliższe niż Władysław II Jagiellończyk, jako syn drugiej siostry Pogrobowca. Przed zaręczynami z Hynkiem Katarzyna była narzeczoną Jana Cicero. W 1476 r. Jan Cicero poślubił starszą siostrę Katarzyny, Małgorzatę, która była od niego 6 lat starsza. W ten sposób Hohenzollernowie uchwycili prawa do sukcesji po Władysławie Pogrobowcu, ale nie zdołali ich wykorzystać. 7 grudnia 1462 w Neunburg vorm Wald cesarz Fryderyk III podniósł Hynka i jego braci Wiktoryna i Henryka do godności księcia Świętego Cesarstwa Rzymskiego, księcia Ziębic i hrabiego Kłodzka. 16 grudnia 1465 r. trzej bracia otrzymali od ojca wspólnie w lenno księstwo ziębickie, zamek Hradec nad Moravicí z trzecią częścią miasta Opawy i hrabstwo kłodzkie. W wyniku podziału ojcowizny, w dniu 9 marca 1472 r. Hynek otrzymał rodowe Podiebrady i Kostomlaty. 26 lutego 1471 r. odbył się ślub Hynka i Katarzyny. Przez następne lata trwały starania o wypłatę posagu, która jednak nie nastąpiła. Hynek ubezpieczył dożywocie żony na dobrach podiebradzkich. W 1473 r. Hynek tajnie przeszedł na katolicyzm i został wysokim urzędnikiem czeskim (czwartym zarządcą ziemskim). W 1476 r. odziedziczył po matce Lichtenburk, Mielník i Cieplice. W 1475 r. odstąpił Maciejowi Korwinowi Kolin, który wcześniej otrzymał drogą wymiany od Wiktoryna. Od tej pory aż do 1478 r. był stronnikiem króla węgierskiego. Nienawiść Hynka do króla Władysława Jagiellończyka była spowodowana niechęcią monarchy do poślubienia Ludmiły, siostry Hynka. W 1477 r. Hynek odstąpił Kolin królowi Władysławowi, a w 1488 r. wspomagał brata Henryka w walce z Maciejem Korwinem. 6 lutego 1489 r. w Wiedniu Hynek wystawił dokument, którym w zamian za dług 20 000 złotych węgierskich zapisał Maciejowi Podiebrady i Kostomlaty, zastrzegając sobie ich dożywotnie posiadanie w zamian za służbę królowi węgierskiemu. Później Hynek twierdził, że nigdy tego dokumentu nie widział, ale Jan Korwin, nieślubny syn Macieja, po śmierci ojca rościł pretensje do Podiebradów. W pierwszym kwartale 1490 r. Hynek jako mąż siostrzenicy Pogrobowca, za wiedzą brata Henryka, planował zdobycie korony czeskiej poprzez zamordowanie Władysława Jagiellończyka. Zamiar ten nie został zrealizowany. Hynek był autorem dzieł literackich, z których najsławniejszym jest zbiór baśni Majowy sen.
Książę został pochowany w kościele franciszkanów w Kłodzku. W 1558 r. jego szczątki przeniesiono do krypty kościoła parafialnego w Kłodzku. Rodowe dobra Podiebrady i Hawrań zapisał bratu Henrykowi, zapewne wraz z obowiązkiem wyposażenia jedynej córki Anny, której nie zdążył wydać za mąż. Żona Hynka Katarzyna znalazła się pod opieką Henryka Starszego i jego synów. Zamieszkała u swojej córki, przez małżeństwo pani z Hradca. Zmarła 17 stycznia 1534 r. Hynek miał również kochankę Katarzynę ze Strážnice, którą poznał zapewne w 1472 r. Związek ten utrzymywał w tajemnicy co najmniej do 1483 r. Później ujawnił swój romans i podarował kochance dom przy rynku w Kłodzku. Po śmierci Hynka, 6 września 1493 r. rada miasta Kłodzka pod wpływem Henryka I Starszego unieważniła darowiznę i orzekła, że właścicielami domu są książę Henryk, wdowa po Hynku, księżna Katarzyna i jej córka Anna. Hynek miał kilkoro nieślubnych dzieci, z których najstarszym był Fryderyk, zmarły jako nieletni krótko po 1492 r. Na mocy testamentu Hynka Fryderyk otrzymał Kostomlaty w dobrach lisickich i kilka wsi z dóbr Kolin, natomiast jego matka zamek i dobra Valdštejn. W 1493 r. Katarzyna ze Strážnice oskarżyła wdowę po Hynku o kradzież klejnotów i za karę straciła Valdštejn, który przeszedł na własność komory królewskiej. Jest to ostatnia wiadomość o Katarzynie ze Strážnice.